# Ткачик чорнощокий
Тка́чик чорнощокий (Ploceus nigrimentus) — вид горобцеподібних птахів ткачикових (Ploceidae). Мешкає в Центральній Африці.

## Поширення і екологія
Чорнощокі ткачики мешкають на високогір'ї Баїлунду у західній Анголі та на плато Батеке в Республіці Конго і західному Габоні. Вони живуть в саванах і сухих чагарникових заростях Hymenocardia acida. Зустрічаються на висоті 500-700 м над рівнем моря на плато Батеке та на висоті понад 1500 м над рівнем моря в Анголі.

## Поведінка
Чорнощокі ткачики зустрічаються парами або невеликими зграйками. Живляться насінням і комахами.